# Нант — Брест
Нант — Брест (фр. Canal de Nantes à Brest) — канал в западной Франции.
Канал длиной 364 км соединяет Брестский рейд в Бресте и реку Луару в Нанте. На протяжении системы построено 238 шлюзов. Часть канала проходит по естественным водоёмам Бретани.
Идея строительства канала возникла ещё в XVI веке, но возведение его началось лишь при Наполеоне, когда британский флот находился у побережья Бретани. В 1836 году было открыто движение от Бреста до Каре и от Нанта до Редона. Полностью открыт канал был лишь в 1858 году Наполеоном III.
В 1923 году, после строительства плотины Герледан, воды затопили 17 шлюзов канала. Из-за этого эксплуатация участка от Каре-Плугера до Понтиви прекратилась. На остальном своём протяжении канал используется и поныне.

## Галерея

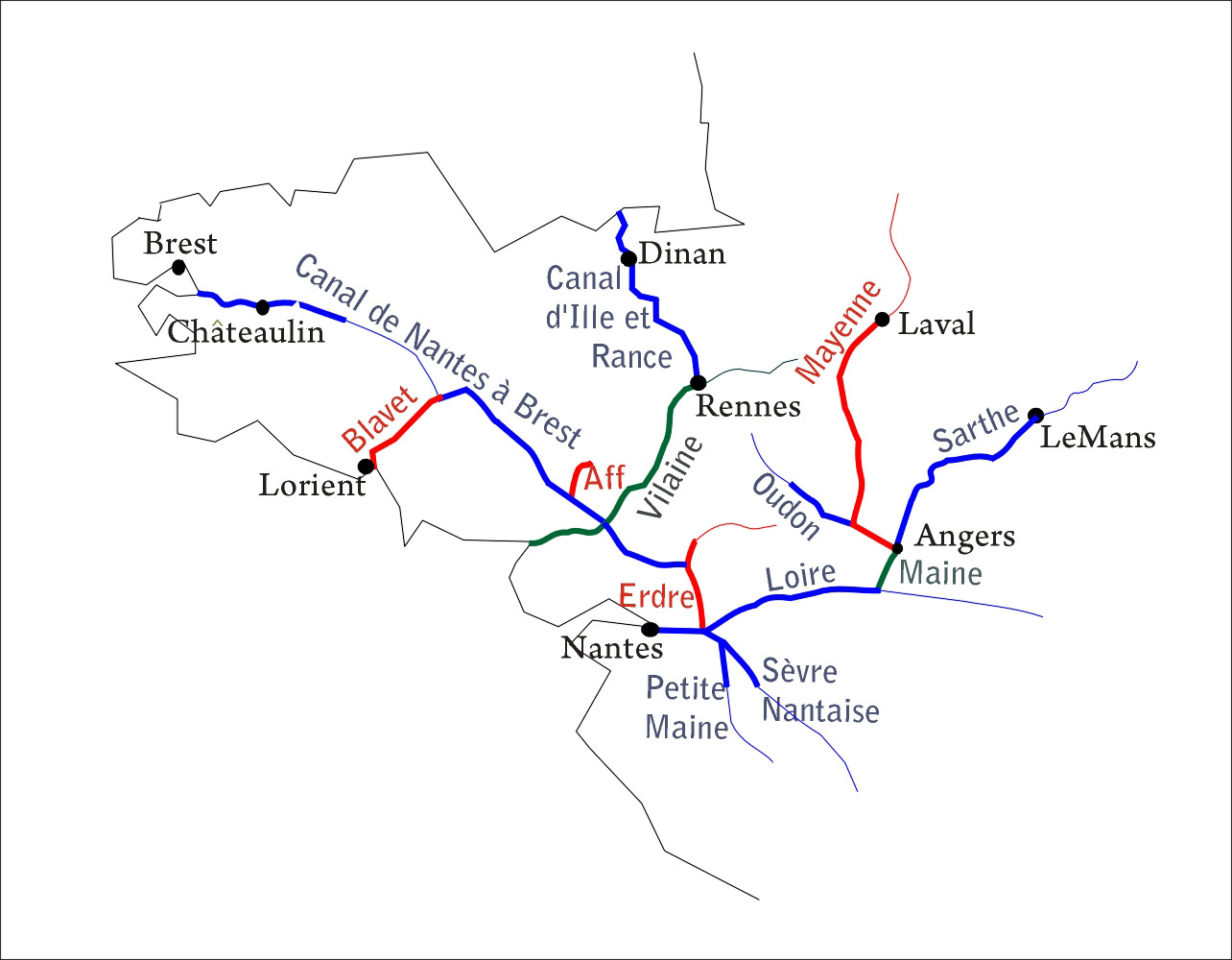
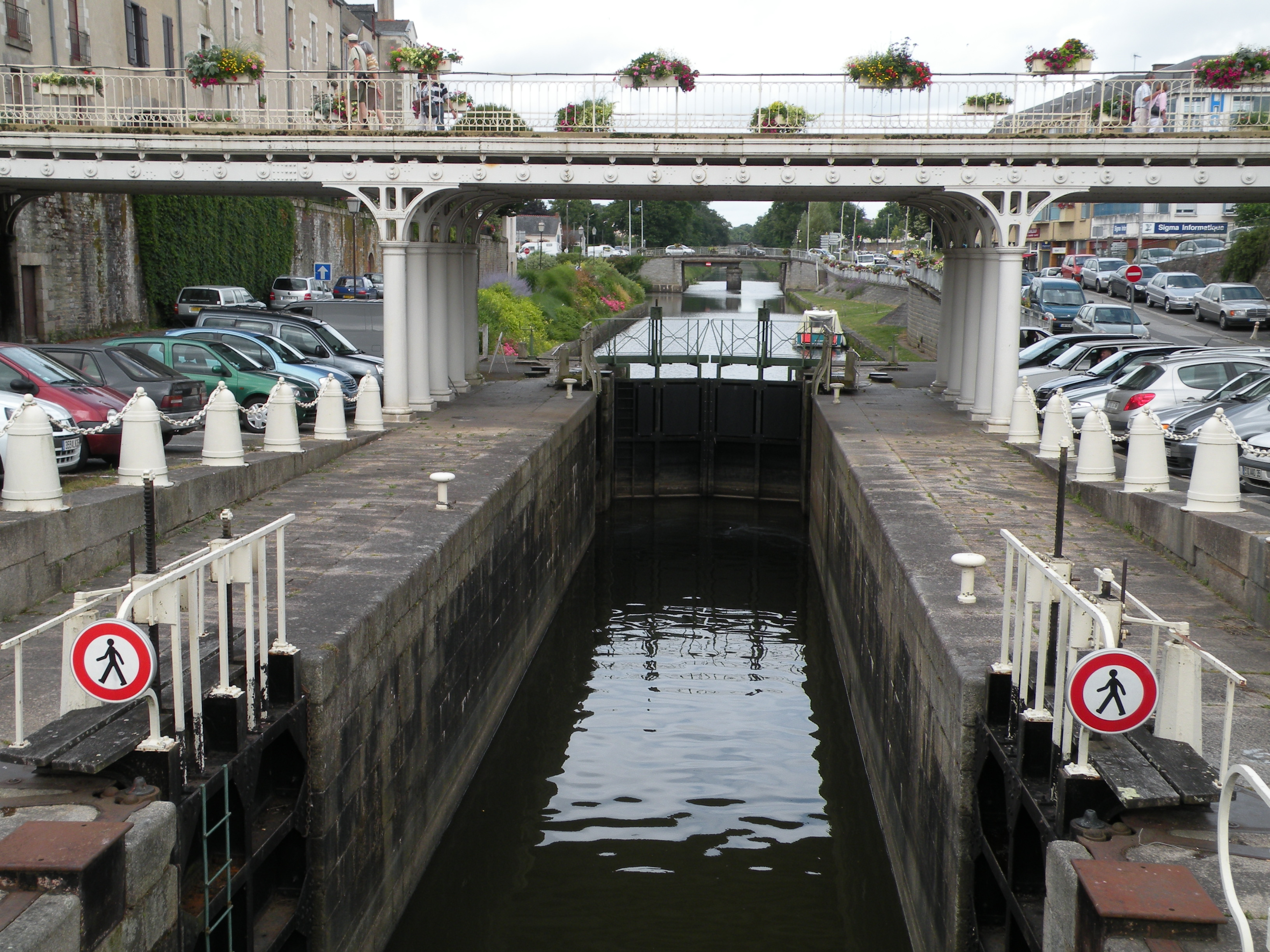
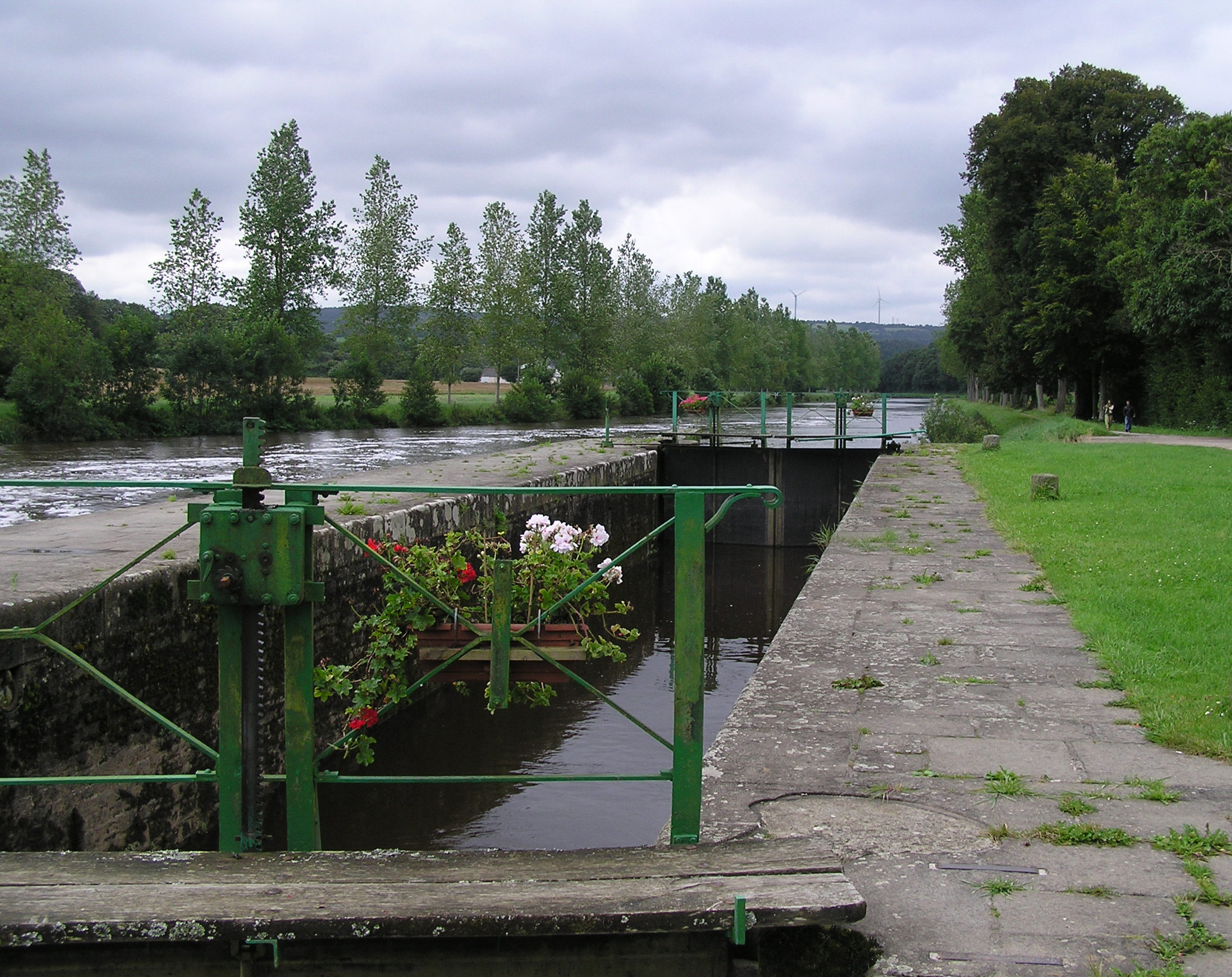
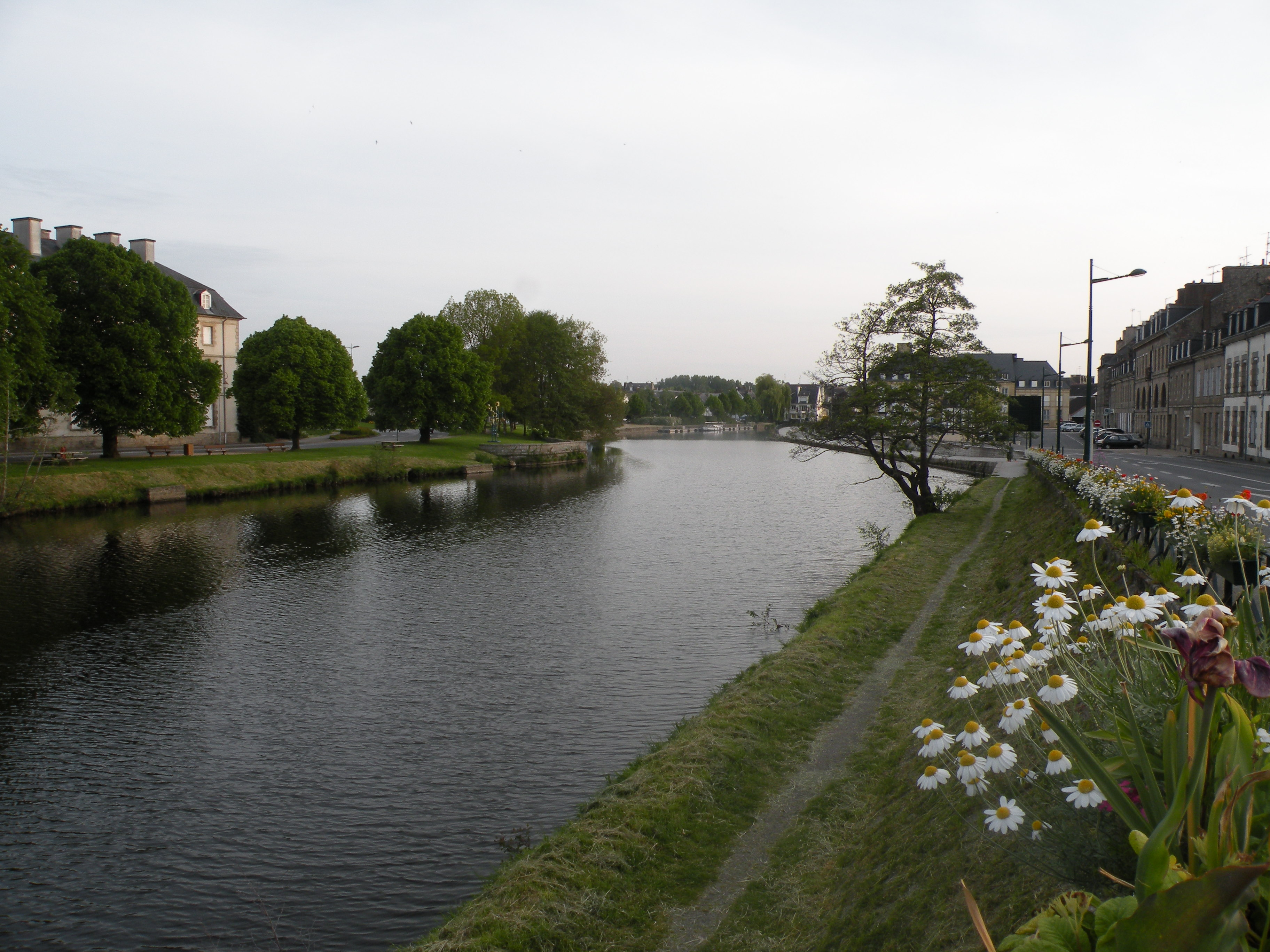
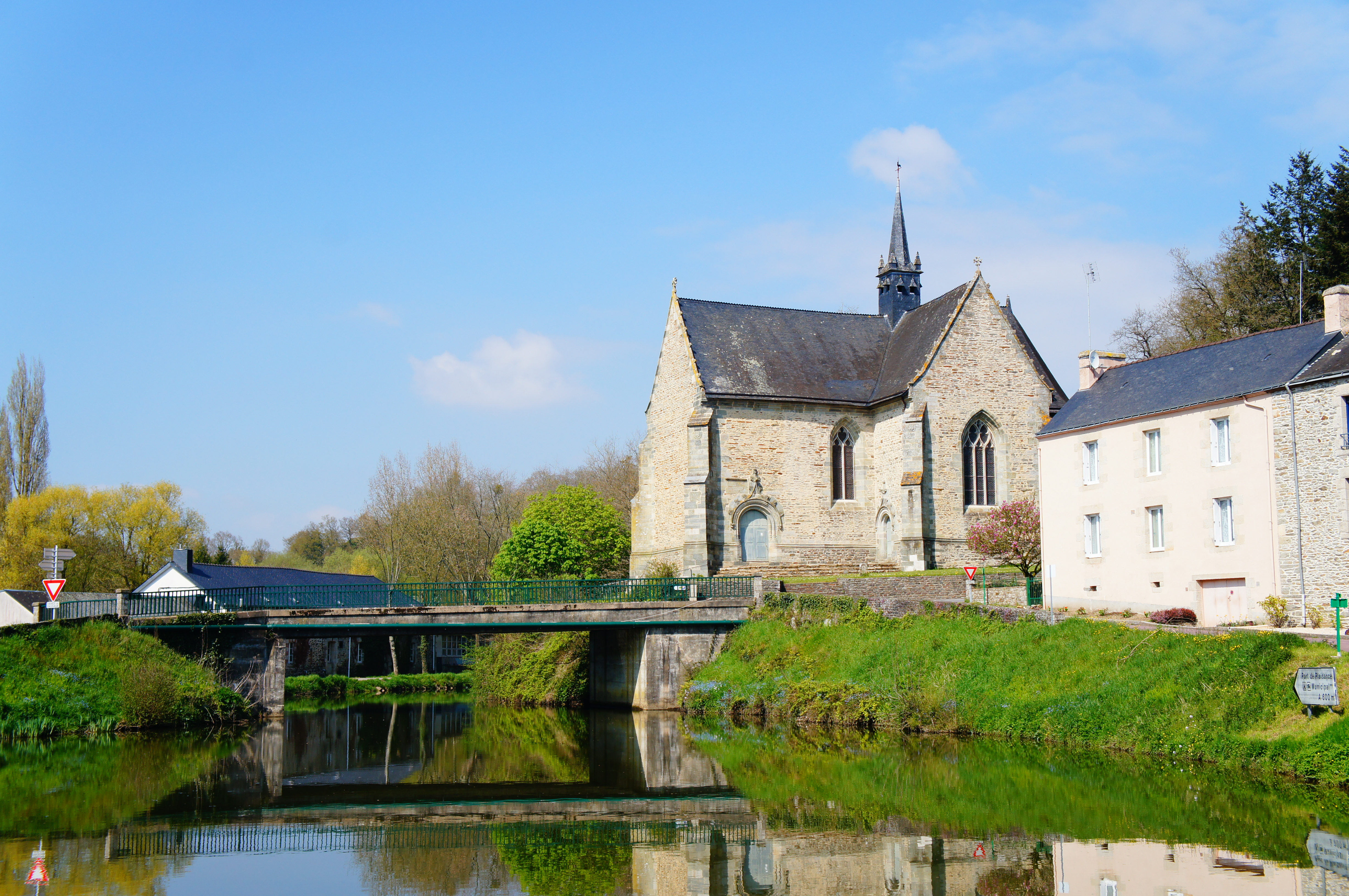